# Berkkakkerlak
De berkkakkerlak (Laxta granicollis) is een insect uit de orde kakkerlakken en de familie Blaberidae. De soort werd voor het eerst geldig gepubliceerd door Saussure in 1862 onder de naam Zetobora granicollis. De soort komt voor in Australië. Het vrouwtje heeft geen vleugels, in tegenstelling tot het mannetje.

## Synoniemen
- Zetobora antica (Walker, 1868)
- Perisphaeria laminata (Walker, 1868)
- Laxta oniscoides (Walker, 1868)
- Laxta castanea (Brunner von Wattenwyl, 1865)
- Oniscosoma pallida (Brunner von Wattenwyl, 1865)
- Zetobora granicollis (Saussure, 1862)